# Japanische Leichtathletik-Meisterschaften 2021
Die 105. Japanischen Leichtathletik-Meisterschaften (japanisch 第105回日本陸上競技選手権大会) wurden vom 24. bis zum 27. Juni 2021 im Nagai Stadium in Osaka ausgetragen.
Weiterhin zählt der japanische Leichtathletik-Verband folgende, außerhalb der Hauptveranstaltung angesetzte Wettbewerbe zu den 105. Japanischen Leichtathletik-Meisterschaften:
- 50-km-Gehen: 11. April 2021, Wajima
- 10.000 m: 3. Mai 2021, Fukuroi (Shizuoka Stadium)
- Mehrkämpfe (Sieben- und Zehnkampf): 12. bis 13. Juni 2021, Nagano (Nagano Athletic Stadium)
- Staffeln: 22. bis 24. Oktober 2021, Matsuyama (Ehime Prefectural Sports Complex)
- 20-km-Gehen: 20. Februar 2022, Kobe
- Crosslauf: 26. Februar 2022, Fukuoka
- Halle: 12. bis 13. März 2022, Osaka (Osaka-Jo Hall)

## Medaillengewinner

### Männer
| Disziplin                     | Gold                                      | Leistung       | Silber                                         | Leistung     | Bronze                                   | Leistung     |
| ----------------------------- | ----------------------------------------- | -------------- | ---------------------------------------------- | ------------ | ---------------------------------------- | ------------ |
| 100 m (Wind: +0,2 m/s)        | Shuhei Tada (Sumitomo Electric)           | 10,15 s        | Buruno Dede (Tokai-Universität)                | 10,19 s      | Ryota Yamagata (Seiko)                   | 10,27 s      |
| 200 m (Wind: +1,0 m/s)        | Yuki Koike (Sumitomo Electric)            | 20,46 s        | Buruno Dede (Tokai-Universität)                | 20,63 s      | Ryota Suzuki (Josai-Universität)         | 20,73 s      |
| 400 m                         | Kaito Kawabata (Mie Kyoin AC)             | 45,75 s        | Kentaro Sato (Fujitsu)                         | 46,06 s      | Aoto Suzuki (Toyo-Universität)           | 46,48 s      |
| 800 m                         | Kazuyoshi Tamogami (Ami AC)               | 1:46,68 min    | Mikuto Kaneko (Chuo-Universität)               | 1:46,86 min  | Sho Kawamoto (Suzuki)                    | 1:46,89 min  |
| 1500 m                        | Kazuki Kawamura (Toenec)                  | 3:39,18 min    | Keisuke Morita (Komori)                        | 3:39,59 min  | Shoma Funatsu (Kyudenko)                 | 3:39,99 min  |
| 5000 m                        | Hyūga Endō (Sumitomo Electric)            | 13:28,67 min   | Hiroki Matsueda (Fujitsu)                      | 13:30,21 min | Yūta Bandō (Fujitsu)                     | 13:31,46 min |
| 10.000 m                      | Tatsuhiko Ito (Honda)                     | 27:33,38 min   | Ren Tazawa (Komazawa-Universität)              | 27:39,21 min | Mebuki Suzuki (Komazawa-Universität)     | 27:41,68 min |
| 110 m Hürden (Wind: +1,2 m/s) | Shunsuke Izumiya (Juntendo-Universität)   | 13,06 s NR     | Taio Kanai (Mizuno)                            | 13,22 s      | Shunya Takayama (Zenrin)                 | 13,37 s      |
| 400 m Hürden                  | Kazuki Kurokawa (Hōsei-Universität)       | 48,69 s        | Takatoshi Abe (Yamada Holdings)                | 48,87 s      | Takayuki Kishimoto (Fujitsu)             | 49,29 s      |
| 3000 m Hindernis              | Ryuji Miura (Juntendo-Universität)        | 8:15,99 min NR | Kosei Yamaguchi (Aisan Industry)               | 8:19,96 min  | Ryōma Aoki (Honda)                       | 8:20,70 min  |
| 50-km-Gehen                   | Satoshi Maruo (Aichi Steel)               | 3:38:42 h      | Hayato Katsuki (Physical Training School JSDF) | 3:42:34 h    | Kai Kobayashi (Niigata Albirex RC)       | 3:43:31 h    |
| Hochsprung                    | Naoto Tobe (Japan Airlines)               | 2,30 m         | Tomohiro Shinno (Kyudenko)                     | 2,27 m       | Takashi Eto (Ajinomoto AGF)              | 2,24 m       |
| Stabhochsprung                | Kosei Takekawa (Marumoto Sangyo)          | 5,70 m         | Masaki Ejima (Tokio Marine & Nichido CS)       | 5,60 m       | Takuma Ishikawa (Toyota)                 | 5,60 m       |
| Stabhochsprung                | Kosei Takekawa (Marumoto Sangyo)          | 5,70 m         | Masaki Ejima (Tokio Marine & Nichido CS)       | 5,60 m       | Seito Yamamoto (Toyota)                  | 5,60 m       |
| Weitsprung                    | Yuki Hashioka (Fujitsu)                   | 8,36 m         | Hibiki Tsuha (Otsuka Pharmaceutical)           | 7,91 m       | Shotaro Shiroyama (Zenrin)               | 7,90 m       |
| Dreisprung                    | Yuki Yamashita (Break Parking)            | 16,12 m        | Yūto Adachi (Fukuoka-Universität)              | 16,04 m      | Hikaru Ikehata (Surugadai AC)            | 15,96 m      |
| Kugelstoßen                   | Reiji Takeda (Tochigi Sports Association) | 18,64 m        | Masahira Sato (Niigata Albirex RC)             | 18,04 m      | Hikaru Murakami (Nihon Taiiku Shisetu)   | 17,90 m      |
| Diskuswurf                    | Yūji Tsutsumi (Alsok Gunma)               | 59,29 m        | Masateru Yugami (Toyota)                       | 57,46 m      | Shinichi Yukinaga (Shikoku-Universität)  | 57,35 m      |
| Hammerwurf                    | Shōta Fukuda (Nihon-Universität)          | 71,37 m        | Ryōta Kashimura (Yamada Holdings)              | 69,77 m      | Yūdai Kimura (Zenrin)                    | 68,82 m      |
| Speerwurf                     | Takuto Kominami (Somay-Q)                 | 80,88 m        | Genki Dean (Mizuno)                            | 79,94 m      | Kenji Ogura (Tochigi Sports Association) | 78,45 m      |
| Zehnkampf                     | Akihiko Nakamura (Suzuki)                 | 7833 Punkte    | Keisuke Okuda (Daiichi Gakuin)                 | 7768 Punkte  | Tsuyoshi Shimizu (Mie Rikukyo)           | 7661 Punkte  |

### Frauen
| Disziplin                    | Gold                                              | Leistung     | Silber                                      | Leistung     | Bronze                                        | Leistung     |
| ---------------------------- | ------------------------------------------------- | ------------ | ------------------------------------------- | ------------ | --------------------------------------------- | ------------ |
| 100 m (Wind: −1,9 m/s)       | Mei Kodama (Fukuoka-Universität)                  | 11,62 s      | Aiko Iki (Ritsumeikan-Universität)          | 11,64 s      | Chiaki Nagura (NTN Corporation)               | 11,78 s      |
| 200 m (Wind: −1,0 m/s)       | Mei Kodama (Fukuoka-Universität)                  | 23,46 s      | Remi Tsuruta (MinamiKyushu FamilyMart)      | 23,65 s      | Ami Saito (Osaka-Seikei-Universität)          | 23,70 s      |
| 400 m                        | Mayu Kobayashi (J.VIC)                            | 52,86 s      | Nanako Matsumoto (Toho Bank)                | 53,35 s      | Seika Aoyama (Osaka Seikei AC)                | 53,42 s      |
| 800 m                        | Ran Urabe (Sekisui Chemical)                      | 2:03,71 min  | Yuki Hirota (Niigata Albirex RC)            | 2:04,18 min  | Nozomi Tanaka (Toyota Industries TC)          | 2:04,47 min  |
| 1500 m                       | Nozomi Tanaka (Toyota Industries TC)              | 4:08,39 min  | Ran Urabe (Sekisui Chemical)                | 4:10,52 min  | Ayano Ide (Wacoal)                            | 4:13,49 min  |
| 5000 m                       | Ririka Hironaka (Japan Post)                      | 15:05,69 min | Hitomi Niiya (Sekisui Chemical)             | 15:13,73 min | Nozomi Tanaka (Toyota Industries TC)          | 15:18,25 min |
| 10.000 m                     | Ririka Hironaka (Japan Post)                      | 31:11,75 min | Yuka Andō (Wacoal)                          | 31:18,18 min | Narumi Kobayashi (Meijo-Universität)          | 32:08,45 min |
| 100 m Hürden (Wind: 0,0 m/s) | Asuka Terada (Japan Create)                       | 13,09 s      | Chisato Kiyoyama (Ichigo)                   | 13,22 s      | Miho Suzuki (Hasegawa Sports Facilities)      | 13,35 s      |
| 400 m Hürden                 | Ami Yamamoto (Ritsumeikan-Universität)            | 57,30 s      | Eri Utsunomiya (Hasegawa Sports Facilities) | 57,83 s      | Ayesha Ibrahim (Mason Work)                   | 58,16 s      |
| 3000 m Hindernis             | Yuno Yamanaka (Ehime Bank)                        | 9:41,84 min  | Reimi Yoshimura (Daito-Bunka-Universität)   | 9:45,52 min  | Yui Yabuta (Otsuka Pharmaceutical)            | 9:46,44 min  |
| Hochsprung                   | Reina Takeyama (International Pacific University) | 1,78 m       | Moe Takeuchi (Tochigi Sports Association)   | 1,78 m       | Misaki Okano (Saitama-Sakae-Oberschule)       | 1,73 m       |
| Stabhochsprung               | Misaki Morota (Tochigi Sports Association)        | 4,20 m       | Mayu Nasu (Kagotani)                        | 4,10 m       | –                                             | –            |
| Stabhochsprung               | Misaki Morota (Tochigi Sports Association)        | 4,20 m       | Rena Tanaka (Kagawa-Universität)            | 4,10 m       | –                                             | –            |
| Weitsprung                   | Sumire Hata (Shibata Industrial)                  | 6,40 m       | Ayaka Kora (Tsukuba-Universität)            | 6,30 m       | Maya Takeuchi (Team Mizuno Athletic)          | 6,20 m       |
| Dreisprung                   | Mariko Morimoto (Uchida Kensetsu AC)              | 13,37 m      | Ayaka Kora (Tsukuba-Universität)            | 13,03 m      | Saki Kenmochi (Hasegawa Sports Facilities)    | 13,02 m      |
| Kugelstoßen                  | Nanaka Kori (Kyushu-Kyoritsu-Universität)         | 16,01 m      | Fumika Ono (Saitama-Universität)            | 15,64 m      | Honoka Oyama (Imamura Hospital)               | 15,18 m      |
| Diskuswurf                   | Maki Saitō (Tokyo-Joshi-Taiiku-Universität)       | 52,89 m      | Minori Tsujikawa (Uchida Yoko AC)           | 52,05 m      | Nanaka Kori (Kyushu-Kyoritsu-Universität)     | 50,30 m      |
| Hammerwurf                   | Akane Watanabe (Maruwa)                           | 66,24 m      | Hitomi Katsuyama (Orico)                    | 63,03 m      | Raika Murakami (Hirosaki-Jitsugyo-Oberschule) | 62,25 m      |
| Speerwurf                    | Haruka Kitaguchi (Japan Airlines)                 | 61,49 m      | Marina Saito (Suzuki)                       | 59,10 m      | Sae Takemoto (Osaka-Taiiku-Universität)       | 57,95 m      |
| Siebenkampf                  | Yuki Yamasaki (Suzuki)                            | 5909 Punkte  | Karin Odama (Nippon-Taiiku-Universität)     | 5622 Punkte  | Nonoka Rito (Warabeya Nichiyo)                | 5364 Punkte  |